# Гашпар Борбаш
Гашпар Борбаш (мађ. Borbás Gáspár) је био мађарски фудбалер и репрезентативац. Као члан репрезентације такмичио се на Летњим олимпијским играма 1912. године.
Први гол за репрезентацију Мађарске постигао је 1903. против Чеха. Брзо лево крило играо је 41 пут за репрезентацију и постигао 11 голова између (1903. и 1916.). Каријеру је започео у Ференцварошу, а први гол у првенству постигао је 1901. 1904. отишао је у МАЦ, али се вратио у Ференцварош 1910. Каријеру је завршио 1916. године.
Играо је ~211 пута за Ференцварош, и још ~3 пута као члан мешовитог тима ФТЦ-а, укупно ~214 пута. За Ференцварош је постигао ~35 голова.Биографија Борбаша на страници Ференцварош ТК
- Лига: ~94 утакмице / ~15 голова
- Домаћи куп: ~7 мечева
- Остале домаће такмичарске утакмице: ~46 утакмица / ~8 голова
- Међународне пријатељске и такмичарске утакмице: ~67 утакмица / ~12 голова

„Он сматра да је постизање гола одговорност интерних нападача. Какво год славље дође ономе ко постигне победоносни гол, он ту радост преноси на неког другог. Промашује много голова када само центрира уместо сигурног ударца. Он је најпознатији мађарски играч. У иностранству га сматрају и највећим. На вести да игра, противник мења тактику и обично је играч одређен само да га ухвати”. (Народни спорт, 31. октобар 1908)

## Достигнућа

### Играч
- Летње олимпијске игре
  - 5.: 1912. Стокхолм

Ференцварош
- Првенство Мађарске
  - шампион: 1903, 1909/10, 1910/11, 1911/12, 1912/13
- Куп Мађарске
  - победник:1912/13.
- Други стрелац првенства 1903.

Мађар АК
- - шампион: 1906/07, 1908/09,

Поједуначно
- Ференцварошева Кућа славних: 1974.